# سقط جنین در سوئد

بند ۱
اگر یک زن درخواست سقط جنین کند، سقط جنین ممکن است در صورتی که قبل از پایان هجدهمین هفته بارداری انجام شود و نباید فرض شود که این عمل تهدیدی جدی برای زندگی یا سلامت زن به دلیل بیماری وی باشد. قانون (۱۹۹۵:۶۶۰).
بند ۲
اگر یک زن درخواست سقط جنین کرده باشد یا اگر موضوع خاتمه بارداری تحت مقررات بند ۶ مطرح شده باشد، باید قبل از انجام عمل مشاوره به وی ارائه شود. قانون (۱۹۹۵:۶۶۰).
بند ۳
بعد از پایان هجدهمین هفته بارداری، سقط جنین تنها در صورتی ممکن است که هیئت ملی بهداشت و رفاه اجتماعی اجازه انجام عمل را داده باشد. این اجازه تنها در صورتی ممکن است که دلایل استثنایی برای سقط جنین وجود داشته باشد.
اجازه تحت مقررات بند اول تنها در صورتی داده می‌شود که فرض شود جنین زنده نیست.
بند ۴
اگر سقط جنین در موردی که تحت بند ۱ ذکر شده رد شود، موضوع باید فوراً به هیئت ملی بهداشت و رفاه اجتماعی ارجاع داده شود تا بررسی شود. قانون (۱۹۹۵:۶۶۰).
بند ۵
فقط فردی که مجاز به انجام پزشکی باشد می‌تواند سقط جنین یا خاتمه بارداری را تحت مقررات بند ۶ انجام دهد.
عمل باید در بیمارستان عمومی یا مؤسسه پزشکی دیگری که توسط هیئت ملی بهداشت و رفاه اجتماعی تأسیس شده باشد، انجام شود. قانون (۲۰۰۷:۹۹۸).
بند ۶
اگر فرض شود که بارداری خطر جدی برای زندگی یا سلامت زن به دلیل بیماری یا نقص بدنی وی به همراه دارد، هیئت ملی بهداشت و رفاه اجتماعی می‌تواند اجازه خاتمه بارداری پس از پایان هجدهمین هفته بارداری را بدهد، بدون توجه به اینکه بارداری چقدر پیشرفته است.
اگر به دلیل بیماری یا نقص بدنی زن، خاتمه بارداری قابل تعویق نباشد، عمل می‌تواند علی‌رغم مقررات بند اول و بند ۵، پاراگراف دوم انجام شود. قانون (۲۰۰۷:۹۹۸).
بند ۷
تصمیمات هیئت ملی بهداشت و رفاه اجتماعی در مورد اجازه سقط جنین یا خاتمه بارداری تحت مقررات بند ۶ قابل تجدید نظر نیست. قانون (۱۹۹۵:۶۶۰).
بند ۸
بعد از سقط جنین یا خاتمه بارداری تحت مقررات بند ۶، باید به زن مشاوره پیشنهاد شود. فرد مسئول در بیمارستان یا مؤسسه بهداشتی که عمل انجام شده است، باید اطمینان حاصل کند که چنین پیشنهادی ارائه شده است. قانون (۱۹۹۵:۶۶۰).
بند ۹
هر فردی که بدون مجوز پزشکی، عمداً سقط جنین بر روی فرد دیگری انجام دهد، باید جریمه شود یا به مدت حداکثر یک سال برای سقط جنین غیرقانونی زندانی شود.
اگر جرم مذکور شدید باشد، مجازات زندان حداقل شش ماه و حداکثر چهار سال خواهد بود. هنگام ارزیابی شدت جرم، باید به این نکته توجه ویژه‌ای شود که آیا عمل به‌طور عادی انجام شده یا برای سود مالی یا خطر ویژه برای زندگی یا سلامت زن در پی داشته است.
سعی در انجام سقط جنین غیرقانونی طبق فصل ۲۳ قانون جزا مجازات می‌شود.
بند ۱۰
نادیده گرفتن عمدی مقررات توسط پزشک، طبق بند ۴ یا، طبق بند ۶، پاراگراف دوم، بند ۳ یا بند ۵، مجازات خواهد داشت که ممکن است جریمه یا حبس حداکثر شش ماه باشد.
بند ۱۱
درآمد حاصل از یک جرم طبق این قانون باید مصادره شود، مگر اینکه این امر به وضوح غیرمنطقی باشد. قانون (۲۰۰۵:۲۹۴).

سقط جنین در سوئد (انگلیسی: Abortion in Sweden) برای اولین بار توسط قانون سقط جنین در سال ۱۹۳۸ تصویب شد. این قانون بیان می‌کرد که سقط جنین در سوئد تحت دلایل پزشکی، بشردوستی یا اصلاح نژاد می‌تواند به‌طور قانونی انجام شود. به عبارت دیگر، اگر بارداری تهدید جدی برای زندگی زن باشد، اگر او به وسیله تجاوز جنسی باردار شده باشد یا اگر احتمال زیاد وجود داشته باشد که ناهنجاری مادرزادی جدی به فرزند او منتقل شود، می‌تواند درخواست سقط جنین کند. این قانون بعدها در سال ۱۹۴۶ به دلیل دلایل اجتماعی-پزشکی و دوباره در سال ۱۹۶۳ به دلیل خطر آسیب جدی به جنین اصلاح شد. کمیته‌ای برای بررسی اینکه آیا این شرایط در هر مورد خاص برقرار است تشکیل شد و به دلیل این فرایند طولانی، سقط جنین اغلب تا نیمه دوم سه‌ماهه دوم بارداری انجام نمی‌شد؛ بنابراین، در سال ۱۹۷۴ قانونی جدید تصویب شد که بیان می‌کند تصمیم به سقط جنین کاملاً به انتخاب زن بستگی دارد تا پایان هفته هجدهم بارداری.

## قانون‌گذاری

### وضعیت فعلی
قانون فعلی، قانون سقط جنین سال ۱۹۷۴ (SFS 1974:595) است. این قانون بیان می‌کند که تا پایان هفته هجدهم بارداری، انتخاب سقط جنین کاملاً به عهده زن است، برای هر دلیلی که باشد. پس از هفته هجدهم، زن برای انجام سقط جنین نیاز به مجوز از هیئت ملی بهداشت و رفاه اجتماعی (Socialstyrelsen) دارد. مجوز برای این سقط‌های جنین دیرهنگام معمولاً برای مواردی که جنین یا مادر بیمار هستند صادر می‌شود. سقط جنین در صورتی که جنین زنده باشد مجاز نیست، که معمولاً به این معنی است که سقط جنین پس از رشد و تکامل پیش از تولد مجاز نیست. با این حال، سقط جنین پس از هفته بیست و دوم در موارد نادر ممکن است مجاز باشد، زمانی که جنین حتی اگر به پایان بارداری برسد، قادر به زنده ماندن خارج از رحم نباشد.
این موضوع در سوئد عمدتاً حل شده است و مسئله قانونی بودن سقط جنین یک مسئله سیاسی پرتنش نیست.
در سوئد اجماع وجود دارد که بارداری‌های ناخواسته باید با استفاده از پیشگیری از بارداری جلوگیری شود و هدف اصلی کاهش تعداد سقط جنین نیست، بلکه هدف این است که تمامی کودکانی که به دنیا می‌آیند باید خواسته شده باشند. تعداد سقط جنین‌ها به‌طور آماری با تعداد بارداری‌ها همبسته است. در مقایسه با سایر کشورهای نوردیک، سوئد در تعداد سقط جنین‌ها در رتبه بالایی قرار دارد و در تعداد بارداری نوجوانان در رتبه پایینی است، در حالی که تعداد بارداری‌ها در مقایسه با جمعیت کل در تمام کشورهای نوردیک تقریباً یکسان است.

### تاریخچه
قانون مدنی سال ۱۷۳۴ مجازات اعدام را برای سقط جنین به‌طور رسمی معرفی کرد، اما هیچ پرونده تأییدشده‌ای وجود ندارد که در آن این مجازات واقعاً اجرا شده باشد: توجه بیشتر به کودک‌کشی معطوف شده بود تا سقط جنین و پرونده‌های حقوقی کمی وجود داشت. قانون اصلاح‌شده سال ۱۸۶۴ مجازات اعدام برای سقط جنین را لغو کرد و آن را با بین دو تا شش سال کار اجباری برای هم بیمارانی که سقط جنین دریافت کرده بودند و هم ارائه‌دهندگان خدمات سقط جنین جایگزین کرد.
در نیمه دوم قرن نوزدهم، پرونده‌های حقوقی سقط جنین بیشتر شد و این مسئله تبدیل به یک موضوع بحث عمومی گردید. اصلاحات در سال ۱۹۲۱ مجازات کار اجباری را با جریمه یا مدت کوتاه‌تری از حبس بدون کار اجباری برای بیمار جایگزین کرد، اما مجازات اصلی برای ارائه‌دهندگان خدمات سقط جنین حفظ شد.
بین سال‌های ۱۹۲۹ و ۱۹۳۳، حدود ۲۱ بیمار سالانه به جرم سقط جنین محکوم شدند که اکثریت آن‌ها حکم معلق دریافت کردند.
اولین قانون سقط جنین قانونی در سوئد در سال ۱۹۳۸ تصویب شد، زمانی که این قانون سقط جنین را در مقیاس محدود و تنها به دلایل پزشکی جدی، اصلاح نژاد یا تجاوز قانونی کرد، پس از ارزیابی توسط هیئت سلطنتی بهداشت. از سال ۱۹۴۶، سقط جنین می‌توانست بر اساس دلایل پزشکی اجتماعی نیز مجاز شود. در دهه ۱۹۶۰، تغییرات متوالی در جامعه سوئد اتفاق افتاد و نگرش عمومی نسبت به میل جنسی در انسان و همچنین سقط جنین، آزادتر شد. این تغییرات، از جمله موارد دیگر، منجر به افزایش تعداد سقط جنین‌های مجاز شد.
قانون سقط جنین فعلی (SFS 1974:595 با اصلاحات بعدی در سال‌های ۱۹۹۵ و ۲۰۰۷) در تاریخ ۱ ژانویه ۱۹۷۵ به اجرا درآمد. این قانون سقط جنین را تا هفته ۱۸ بارداری به درخواست زن باردار مجاز می‌کند، و پس از آن تنها در مواردی که خطرات پزشکی شدید وجود داشته باشد، مجاز است. پس از هفته ۱۸، سقط جنین تنها پس از ارزیابی توسط هیئت ملی بهداشت و رفاه اجتماعی قابل انجام است.
در سال ۱۹۸۹، هیئت مشاوره عمومی را در مورد اجرای قانون صادر کرد (SOSFS 1989:6). از ۱ سپتامبر ۲۰۰۴، این مشاوره‌ها و سیاست‌ها با مشاوره و سیاست‌های جدید (SOSFS 2004:4) جایگزین شدند.
از ۱ ژانویه ۲۰۰۸، بیماران خارجی – شامل درخواست‌کنندگان حق پناهندگی، ساکنان غیرموقت و افرادی که در سوئد ثبت‌نام نشده‌اند – مجاز به انجام سقط جنین در کشور هستند. در سال ۲۰۰۹، ۱۳۲ سقط جنین از این نوع در سوئد انجام شد. هیئت ملی بهداشت و رفاه این عدد را نسبت به تعداد کل سقط جنین‌ها، رقم کوچکی دانسته است.

## آمار
هیئت ملی بهداشت و رفاه مرجع ملی اصلی خدمات اجتماعی، بهداشت عمومی و خدمات بهداشتی در سوئد است. یکی از وظایف این هیئت ارزیابی و نظارت بر سقط جنین‌های انجام‌شده در سوئد و همچنین تعیین استانداردها از طریق صدور مقررات و مشاوره عمومی است. این هیئت همچنین مسئول جمع‌آوری و انتشار آمار رسمی ملی در مورد سقط جنین است. تا سال ۱۹۹۵، گزارش‌ها توسط آمار سوئد منتشر می‌شد.
گزارش‌های آماری سالانه منتشر می‌شوند و بر اساس داده‌های تمامی کلینیک‌ها و بیمارستان‌هایی است که سقط جنین در آن‌ها انجام می‌شود. داده‌ها شامل سن زنان، بارداری‌ها و سقط جنین‌های قبلی، مدت زمان بارداری در زمان سقط جنین، روش سقط جنین و مکانی که سقط جنین انجام شده است، جمع‌آوری می‌شود.
یکی از اهداف اصلی هیئت بهداشت ملی از این گزارش‌ها اندازه‌گیری تغییرات و روندها در طول زمان است. آمار سقط جنین‌های قانونی از سال ۱۹۵۵ موجود است و از سال ۱۹۷۵، داده‌هایی در مورد فراوانی سقط جنین در گروه‌های سنی مختلف موجود است. از سال ۱۹۸۵ نیز اطلاعات مربوط به شهرداری‌های سوئد خانه زنان نیز ثبت شده است.

## بحث
سوئد یکی از لیبرال‌ترین قوانین سقط جنین را در جهان دارد. خود موضوع سقط جنین در جامعه چندان مورد بحث و جدل نیست و اکثریت مردم سوئد از قانون و سیاست‌های مرتبط با آن حمایت می‌کنند.
گزارش سال ۲۰۲۴ از مرکز تحقیقات پیو نشان داد که ۹۵٪ از بزرگسالان سوئدی معتقدند که سقط جنین باید در تمام یا بیشتر موارد قانونی باشد.
با این حال، بحث‌های سیاسی در مورد مدت زمان مجاز برای سقط جنین و سایر حقوق سقط جنین وجود دارد. احزاب محافظه‌کار راست‌گرا مانند حزب دموکرات مسیحی (سوئد) و دموکرات‌های سوئد پیشتر از ممنوعیت‌های سخت‌تر سقط جنین در مراحل دیرهنگام حمایت می‌کردند، اما اکنون دیگر چنین موضعی ندارند. انجمن سوئدی برای آموزش جنسی در واکنش به این مباحث اعلام کرده است که بسیاری از استدلال‌های سیاسی ناشی از اطلاعات نادرست و کمبود آگاهی است.

### حقوق سقط جنین

#### سازمان‌ها
انجمن سوئدی برای آموزش جنسی از حقوق سقط جنین برای همه زنان حمایت می‌کند و این موضوع یکی از اولویت‌های اصلی جهانی آن‌هاست. این انجمن معتقد است که در یک جامعه برابر و پایدار، افراد حق دارند بر بدن، جنسیت و تولیدمثل خود تسلط داشته باشند.

### ضد سقط جنین

#### سازمان‌ها
Människorätt för ofödda (MRO، حقوق بشر برای جنین‌ها) یک سازمان مستقل از نظر سیاسی و دینی است. این سازمان هدف دارد تا حقوق زندگی برای جنین‌ها را از طریق اعتراضات غیرخشونت‌آمیز، نشان دادن تصاویر جنین‌ها و حمایت از زنان باردار ترویج کند.
Ja till livet (بله به زندگی) یک سازمان غیرانتفاعی است که هدف آن تأثیرگذاری بر بحث در مورد کرامت انسانی در زمینه سقط جنین، تشخیص جنینی و مراقبت از سالمندان است. هدف آن‌ها محدود کردن سقط جنین‌ها با نشان دادن این است که جنین‌ها دارای ارزش انسانی هستند.